# Bandits (breakdance crew)

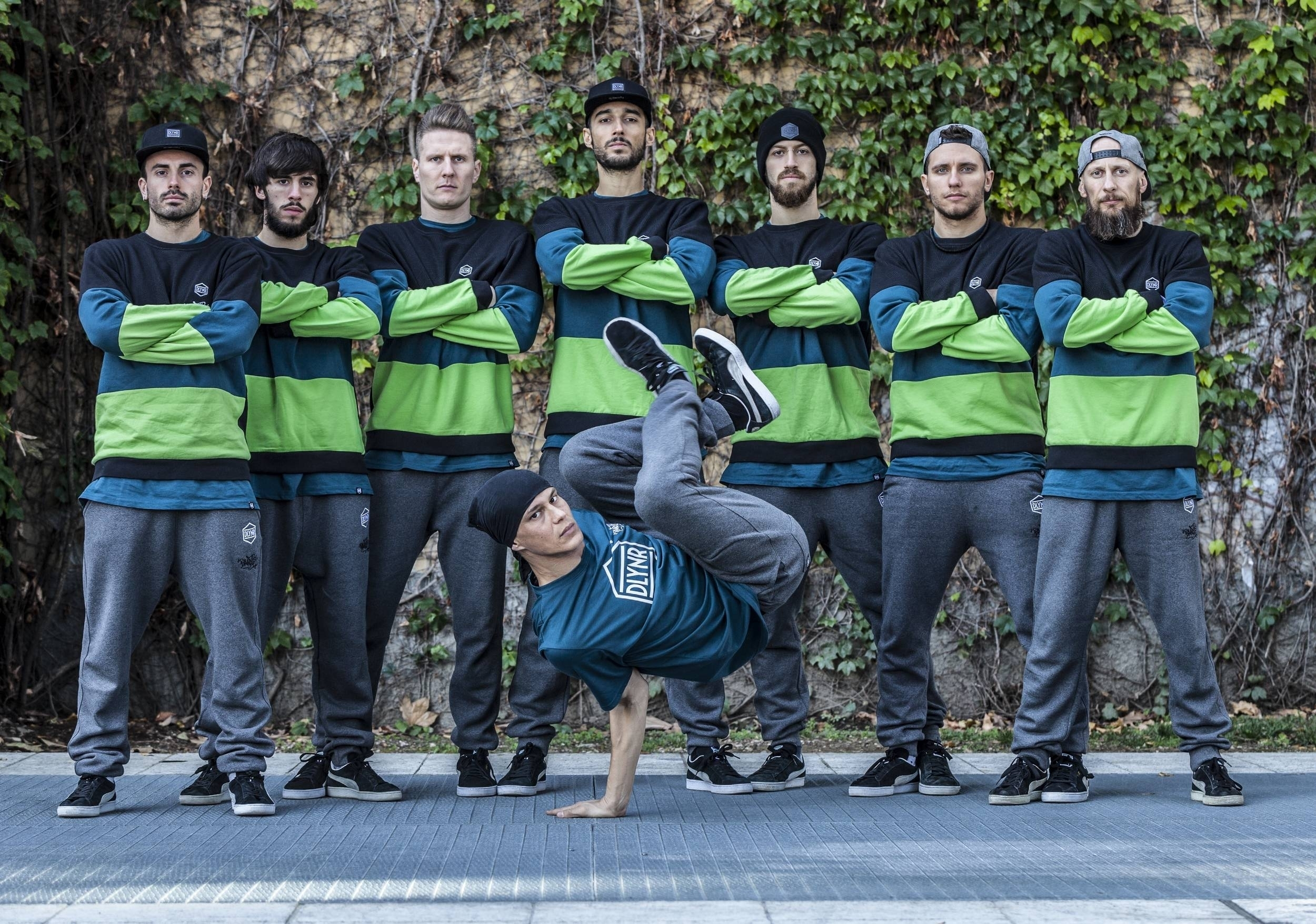
I Bandits nel 2017.

Bandits è una crew di breakdance italiana, con sede a Milano.

## Storia
La crew è nata a Milano nell'aprile 2001 grazie al suo fondatore Luca Corbetta, in arte Mad Lucas. La crew ha gareggiato nelle competizioni più prestigiose del settore tra cui Bboy Event, Freestyle Session, Redbull BC One, Groove Cup, Born to the Floor ed il Battle of the Year 2018. I Bandits hanno partecipato a molte trasmissioni televisive e radiofoniche tra cui gli Mtv Hip Hop Awards, Striscia la notizia, The Voice, Edicola Fiore (Radio Deejay), Hip Hop Generation (Rai 3), Scherzi a parte, Mtv Dance Show (Mtv), Rapture (All Music), Hip Hop TV (Sky), nonché spot pubblicitari e videoclip tra cui il video musicale Da grande di Alexia, il film Angel of the Year e lo spot pubblicitario Tribe di Breil. Hanno gareggiato nella versione italiana di Tú sí que vales nella seconda (2015), terza (2016) e quinta (2018) edizione. Sono inoltre apparsi su Groove e altre riviste del settore. Nel novembre 2022 si sono esibiti nel corso di The Art of Fighting 2, evento lombardo dedicato al pugilato e al kickboxing.
Hanno fondato il “Bandits Dance Studio“, che viene definito come «la prima accademia professionale di Breakdance in Italia».

## Formazione
L'ultima formazione nota della crew comprende:
- Froz[2][3]
- Mad Lucas[2][3]
- Japo[2]
- Alex Kidd[2]
- Hyra
- Mosè/Esom Rock[2][3]
- Sandro
- Sonzo
- Base[2].

Tra gli ex membri figurano Philgood, Logan e Pesto.